# Crash Time 4: The Syndicate
Crash Time 4: The Syndicate es un videojuego de carreras desarrollado por Synetic y publicado por DTP Entertainment para Windows y Xbox 360 a finales de 2010 y para PlayStation 3 a finales de 2011. Es el décimo juego basado en la serie de televisión Alarm für Cobra 11 - Die Autobahnpolizei.
El entorno del juego se basa en la ciudad Colonia y sus alrededores. Los autos se parecen a los autos originales pero no tienen licencia.

## Jugabilidad

### Modos de un solo jugador

#### Campaña
En la campaña para un jugador, el jugador asume el papel de los comisarios Semir Gerkhan y Ben Jäger y lucha contra un sindicato del crimen. Además, la ciudad, que se basa en Colonia, se puede recorrer libremente. Al contratar informantes y configurar cámaras de vigilancia, el jugador puede controlar la ciudad. Si se entera de un crimen, la tarea es dar caza a los ladrones, lo que generalmente se logra bloqueando al vehículo contrario durante unos segundos para que no pueda continuar. Entonces, los delincuentes van automáticamente a la prisión preventiva.
Además, hay otras tareas para el jugador. Por lo tanto, los presos deben ser escoltados desde la prisión preventiva hasta la prisión. Si no hace esto, existe el riesgo de que los presos sean liberados nuevamente (por ejemplo, por fuga o abogados ingeniosos). Además, el jugador puede participar en carreras de campeonato y ganar mejores vehículos de emergencia.
Los crímenes y por lo tanto las apuestas en el juego se generan en tiempo real, como dice el manual. Por lo tanto, el juego ofrece una variedad adicional cuando se vuelve a jugar.

#### Carreras individuales
También se pueden correr carreras individuales. Antes de la carrera, el jugador puede establecer muchas configuraciones, como el número de vueltas, el número de oponentes, la fuerza del oponente, el uso de nitro o la densidad del tráfico.

### Modos multijugador

#### Viaje gratis
No hay valores predeterminados en este modo de juego. Los jugadores simplemente conducen por la ciudad.

#### Carrera individual Carrera en pistas dadas
Una carrera normal en la que el maestro del juego puede hacer algunos ajustes como la ruta, el número de vueltas, etc., al igual que en una sola carrera en el modo de un solo jugador. puede ajustar

#### Carrera de puntos de control
En la carrera de puntos de control, no hay una ruta predeterminada, solo puntos de control. Los jugadores pueden decidir por sí mismos cómo llegar a los puntos de control. En cada punto de control, se otorgan puntos a los conductores según su orden. Gana quien tenga más puntos al final.

#### Combate a muerte
Aquí los jugadores intentan embestir a sí mismos de tal manera que los oponentes exploten. Hay puntos por hacer explotar a otros. Si te explotas a ti mismo, se descuentan puntos. Puedes elegir si el final de un partido debe estar vinculado a un cierto número de puntos o a un límite de tiempo.

#### Combate a muerte de sumo
Sumo Deathmatch es similar al modo Deathmatch, solo con la diferencia de que los duelos se llevan a cabo en un terreno más alto (por ejemplo, el techo de un almacén) y existe la posibilidad adicional de sumar puntos al derribar al oponente de los baches de la superficie de juego. Esto es similar al ring de Beat 'em up como Virtua Fighter o Soul Calibur.

## Desarrollo
La banda sonora del juego proviene de la productora musical Dynamedion de Mainz. Los personajes principales Ben Jäger y Semir Gerkhan tienen la voz de sus actores originales Erdoğan Atalay y Tom Beck.

## Recepción
Heiko Klinge de GameStar criticó el juego porque las tareas se volvieron rutinarias demasiado rápido. También criticó la omisión del sistema de calificación en comparación con el juego anterior, lo que lleva a un valor de repetición más bajo. Por otro lado, elogió la diversión de las pruebas de manejo y el tráfico de la ciudad simulado de manera creíble, que describió como "todavía tan estimulante como único en el género". Su conclusión fue: "Das Syndikat también es bueno para unos minutos de alegre alboroto en la autopista, pero dado el gran predecesor, esperaba mucho más". Y le dio una calificación de 68 sobre 100 puntos.
Michael Sosinka de Gamezone elogió las misiones de la historia, pero al mismo tiempo criticó la falta de variedad dentro de las tareas. Criticó fuertemente el diseño del juego del juego. Las misiones del juego, en las que hay que instalar cámaras de vigilancia en casi 300 localizaciones o encontrar escondites, son pura terapia ocupacional y "todo lo contrario a la diversión". También criticó la trama y las voces de doblaje de los actores, que "constituían un factor basura agradable". Sosinka, por otro lado, elogió la implementación de la ciudad de Colonia y las autopistas en el mundo del juego virtual. Obtuvo una calificación de 5.6/10.